# پولوکوین
پولوکوین (Polokwane) شهری است در کشور آفریقای جنوبی و مرکز استان لیمپوپو در این کشور.
شهر پولوکیون ۱۵۰ هزار نفر جمعیت دارد و از تاریخ ۲۳ آوریل ۱۹۹۲ رسماً به عناون شهر شناخته شده‌است.

## نامگذاری
این شهر در سال ۱۸۴۸ با نام پیترسبروگ توسط آندریس پرتوریوس بنیاد شد. در سال ۲۰۰۳ میلادی نام آن به پولوکوین تغییر کرد.

## ورزش
در جریان جام جهانی فوتبال ۲۰۱۰ در ورزشگاه پیتر موکابا واقع در پولوکوین نیز مسابقاتی انجام شد.

## نگارخانه

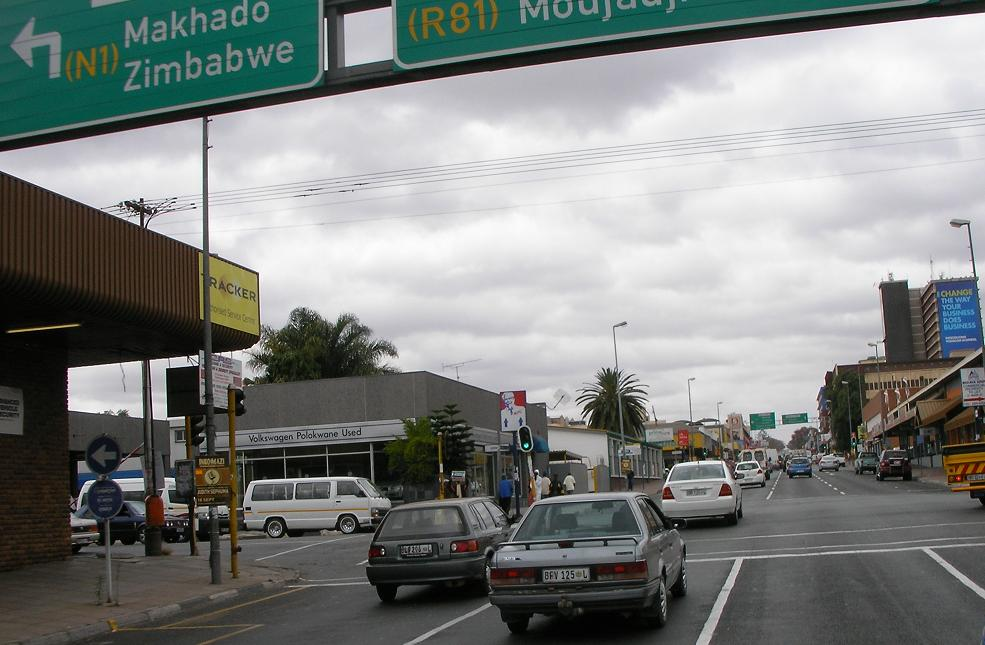